# مامادوبا بانگورا
مامادوبا بانگورا (انگلیسی: Mamadouba Bangoura؛ زادهٔ ۲۰ مارس ۲۰۰۰) بازیکن فوتبال اهل گینه است.
وی همچنین در تیم ملی فوتبال گینه بازی کرده است.